# (36484) 2000 QD37
2000 QD37 (asteroide 36484) é um asteroide da cintura principal. Possui uma excentricidade de 0.06745640 e uma inclinação de 4.13516º.
Este asteroide foi descoberto no dia 24 de agosto de 2000 por LINEAR em Socorro.